# Thriller (film, 2018)
Pour les articles homonymes, voir Thriller.
Pour plus de détails, voir Fiche technique et Distribution.
Thriller est un film américain réalisé par Dallas Jackson, sorti en 2018.

## Synopsis
À Los Angeles, un groupe d'amis devenu adulte est hanté par la victime d'un de leur mauvais tour d'adolescents.

## Fiche technique
- Titre : Thriller
- Réalisation : Dallas Jackson
- Scénario : Dallas Jackson et Ken Rance
- Musique : RZA
- Photographie : Mac Fisken
- Montage : John Quinn
- Production : Greg Gilreath, Adam Hendricks, Dallas Jackson et John H. Lang
- Société de production : Blumhouse Productions et Divide/Conquer
- Pays :  États-Unis
- Genre : Policier, drame, horreur, thriller
- Durée : 87 minutes
- Dates de sortie : 
  - États-Unis : 23 septembre 2018 (Festival du film de Los Angeles)
  - États-Unis : 14 avril 2019 (Internet)

## Distribution
- Jessica Allain : Lisa Walker
- Luke Tennie : Derrick Jackson
- Mitchell Edwards : Ty Reynolds
- Paige Hurd : Gina Brown
- Chelsea Rendon : Tiffany Rodriguez
- Tequan Richmond : Andre Dixon
- Pepi Sonuga : Kim Morris
- Jason Woods : Chauncey Page
- Maestro Harrell : Ronnie DeBerry
- Mykelti Williamson : le détective Raymond Johnson
- Michael Ocampo : Eddie Gomez
- RZA : le principal Hurd
- Chauncey Jenkins : Unique
- Valery M. Ortiz : Mle. Cruz
- Zachariah Waller : Chauncey Page à 13 ans
- Jordan Alexa Davis : Gina Brown à 13 ans
- Reggi Ella Zavala : Tiffany Rodriguez à 13 ans
- Angel David Bonilla Yances : Eddie Gomez à 13 ans
- Teshi Thomas : Lisa Walker à 13 ans
- Noah Abbott : Ty Reynolds à 13 ans
- Brooke D. Singleton : Kim Morris à 13 ans
- Charles Greer IV : Andre Dixon à 13 ans
- Bria D. Singleton : Amani Morris à 13 ans
- Philip Solomon : Ronny DeBerry à 13 ans
- Marcus Doyle : Derrick Jackson à 13 ans
- Vanessa Bell Calloway : Mme. Jackson
- The Lady of Rage : Mme. Page
- Kevin Jackson : le coach Green
- Vanessa A. Williams : Mme. Walker
- Skipper Elekwachi : Eazy May
- Jully Lee : Su-Mi
- Big Boy : Big Boy
- Chet Anekwe : M. Reynolds

## Accueil
Le film a reçu un accueil défavorable de la critique. Il obtient un score moyen de 28 % sur Metacritic.